# Lebrija
Lebrija település Spanyolországban, Sevilla tartományban. Lebrija El Cuervo de Sevilla, La Puebla del Río, Las Cabezas de San Juan, Jerez de la Frontera, Trebujena, Espera és Arcos de la Frontera községekkel határos. Lakosainak száma 27 745 fő (2024).

## Népesség
A település népessége az elmúlt években az alábbi módon változott:
| Lakosok száma | 24 278 | 24 677 | 25 614 | 26 434 | 27 267 | 27 385 | 27 410 | 27 524 | 27 665 | 27 745 |
|               | 2001   | 2004   | 2007   | 2009   | 2012   | 2014   | 2017   | 2019   | 2022   | 2024   |